# Prestatyn
Prestatyn ist ein Seebad mit dem Status einer Community in Denbighshire im nördlichen Wales. Im Jahr 2001 hatte der Ort 18.496 Einwohner.

## Geschichte
Die Stadt entwickelte sich Mitte des 12. Jahrhunderts um die auf Geheiß König Heinrichs II. errichtete Burg, die 1157 von Robert de Banastre gebaut worden war. Sie bestand aus einer Holzmotte mit circa 20 Metern Durchmesser und einem steinernen Burghof. Ab etwa 1160 fungierte Robert de Crevecoeur als Burgherr, weil Banastre mit den Normannen nach Lancashire gezogen war. Zehn Jahre nach ihrem Bau, 1167, wurde die Burg schließlich vom walisischen Fürsten Owain Gwynedd geschleift. 1297 waren noch einige Mauerreste des Burghofs sichtbar. Diese sind heute allerdings nicht mehr vorhanden, sodass kaum noch etwas darauf hindeutet, dass in Prestatyn einmal eine Burg gestanden hat.

## Geographie und Klima
Prestatyn liegt inmitten des Clwyd-Grenzlandes zu England in direkter Nachbarschaft zu Rhyl und Towyn. Im Westen befindet sich der Snowdonia-Nationalpark mit seinen bis zu 1.000 Meter hohen Bergen.
Die durchschnittliche jährliche Niederschlagsmenge liegt niedriger als im übrigen Wales, da die vom Atlantik kommenden Wolken bei Westwind schon über den Bergen von Snowdonia abregnen, bevor sie Prestatyn erreichen. Auch die Schneemenge im Winter liegt so relativ niedrig.
In Prestatyn wurde 1946 mit knapp 22 Grad Celsius die bis heute höchste Temperatur im November im gesamten Vereinigten Königreich gemessen.

## Tourismus

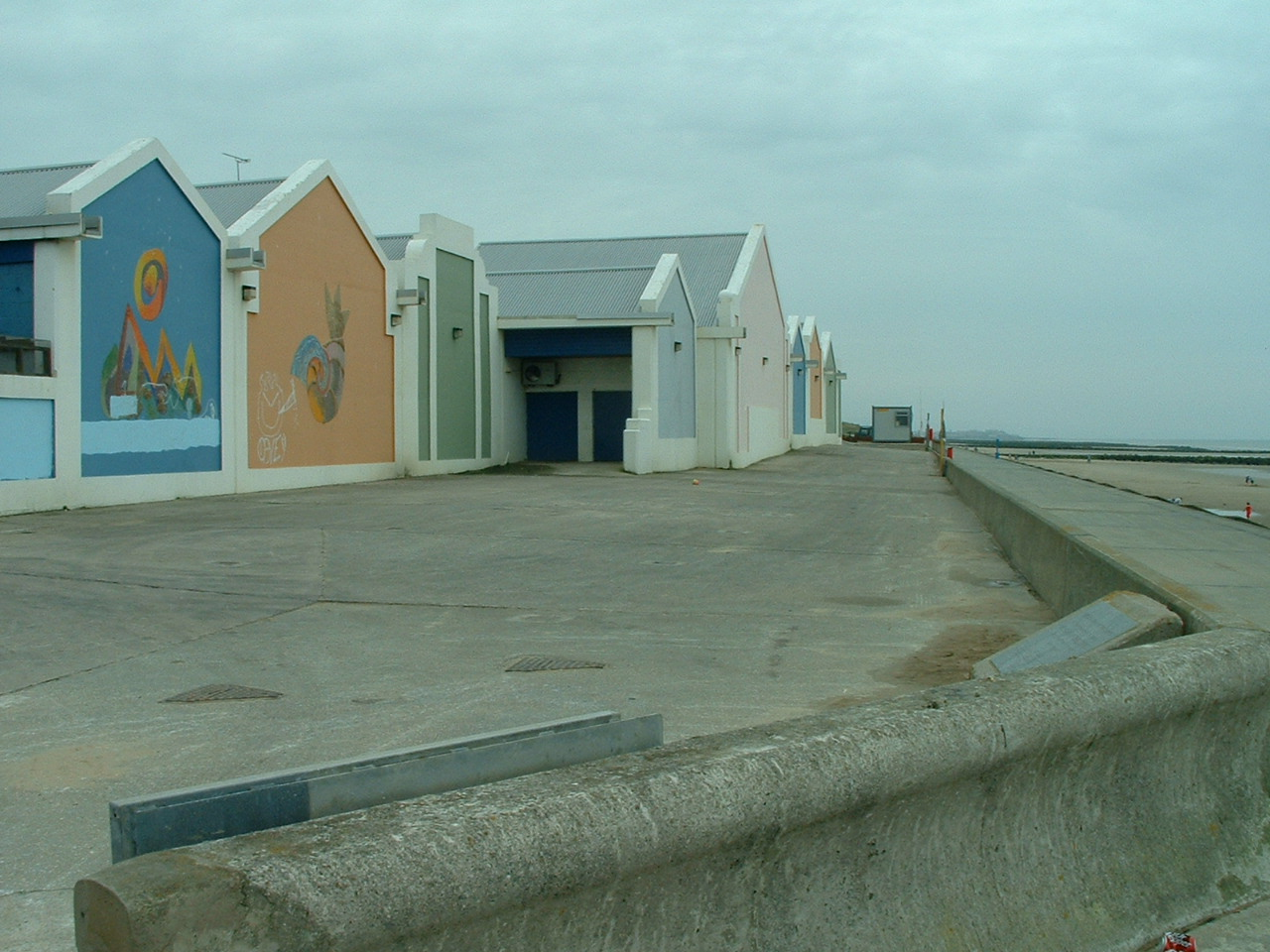
Der Strand von Prestatyn

Prestatyn ist als Urlaubsort besonders bei englischen Familien beliebt, da es direkt an der Irischen See liegt und verhältnismäßig breite Sandstrände besitzt.
Die Stadt liegt am nördlichen Ende des Fernwanderweges Offa’s Dyke Path. Dort befindet sich auch das Offa’s Dyke Path Centre, ein Informationszentrum über den Wanderweg, seine Geschichte und den namensgebenden Offa’s Dyke, einen im 8. Jahrhundert von König Offa von Mercien errichteten Erdwall.

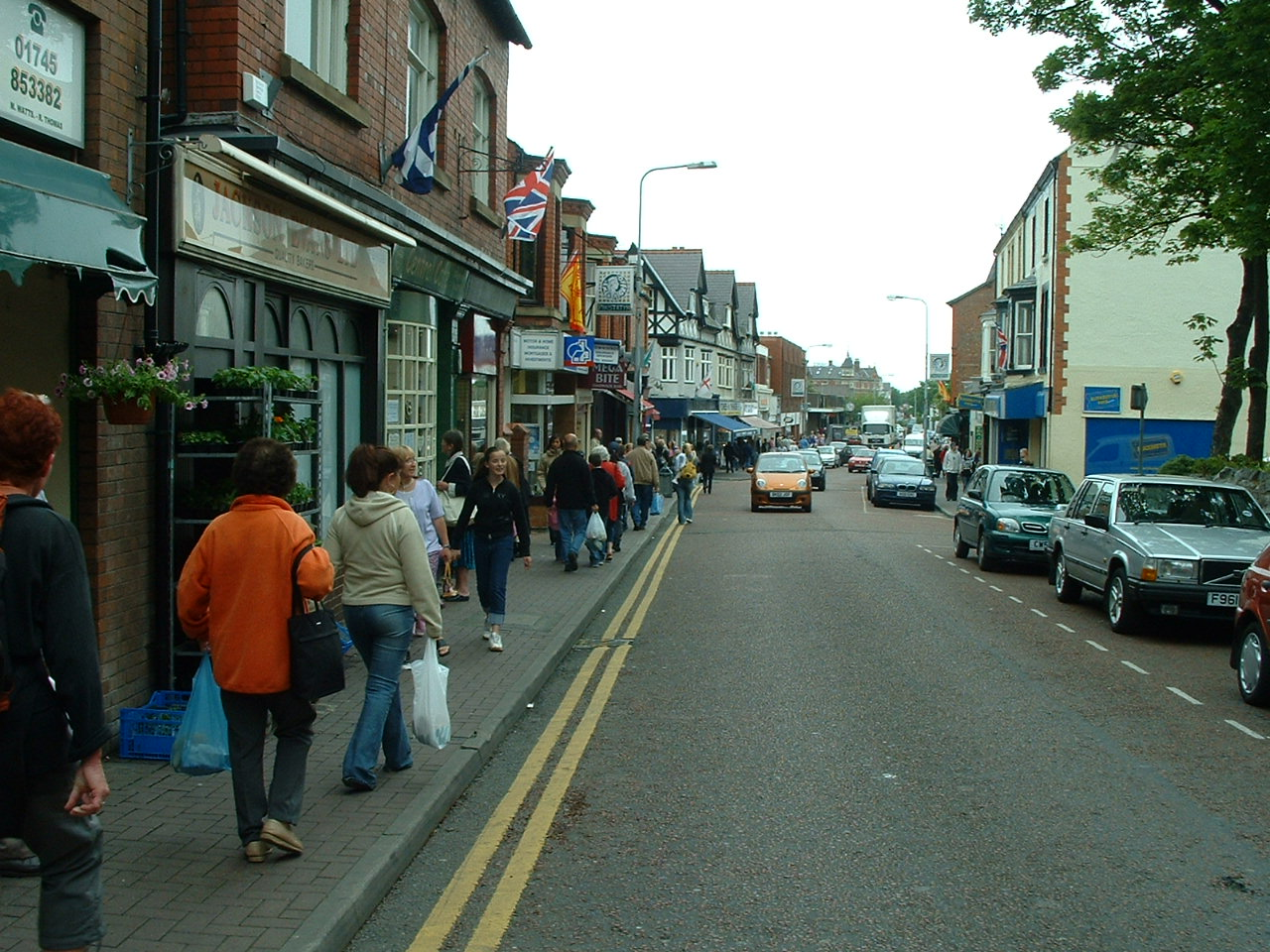
Die Innenstadt von Prestatyn (2007)

## Söhne und Töchter der Stadt
- Emyr Humphreys (1919–2020), Regisseur, Hochschullehrer und Schriftsteller
- Peggy Cummins (1925–2017), Schauspielerin
- John Prescott, Baron Prescott (1938–2024), Politiker (Labour Party), 1997–2007 stellvertretender Premierminister
- Neil Aspinall (1941–2008), Roadmanager und persönlicher Assistent der Beatles
- Barry Flanagan (1941–2009), Bildhauer
- Jonathan Elphick (* 1945), Naturhistoriker, Ornithologe, Naturschützer, Berater und Autor
- John Greaves (* 1950), Musiker (Bassgitarre, Piano, Gesang)
- Karl Wallinger (1957–2024), Pop- und Rockmusiker sowie Songwriter und Produzent
- Mike Peters (1959–2025), Sänger der Alternative-Rockband The Alarm